# Kelvingrove Park
Il Kelvingrove Park è un parco pubblico di Glasgow, in Scozia. È situato nella zona nord-occidentale della città sulle rive del fiume Kelvin, poco prima della sua confluenza nel Clyde . Al suo interno si trova il Kelvingrove Art Gallery and Museum. Ha una superficie di 34 ha (85 acri) ed è servito da tre stazioni della Metropolitana di Glasgow: Kelvinbridge,Hillhead e Kelvinhall.

## Storia

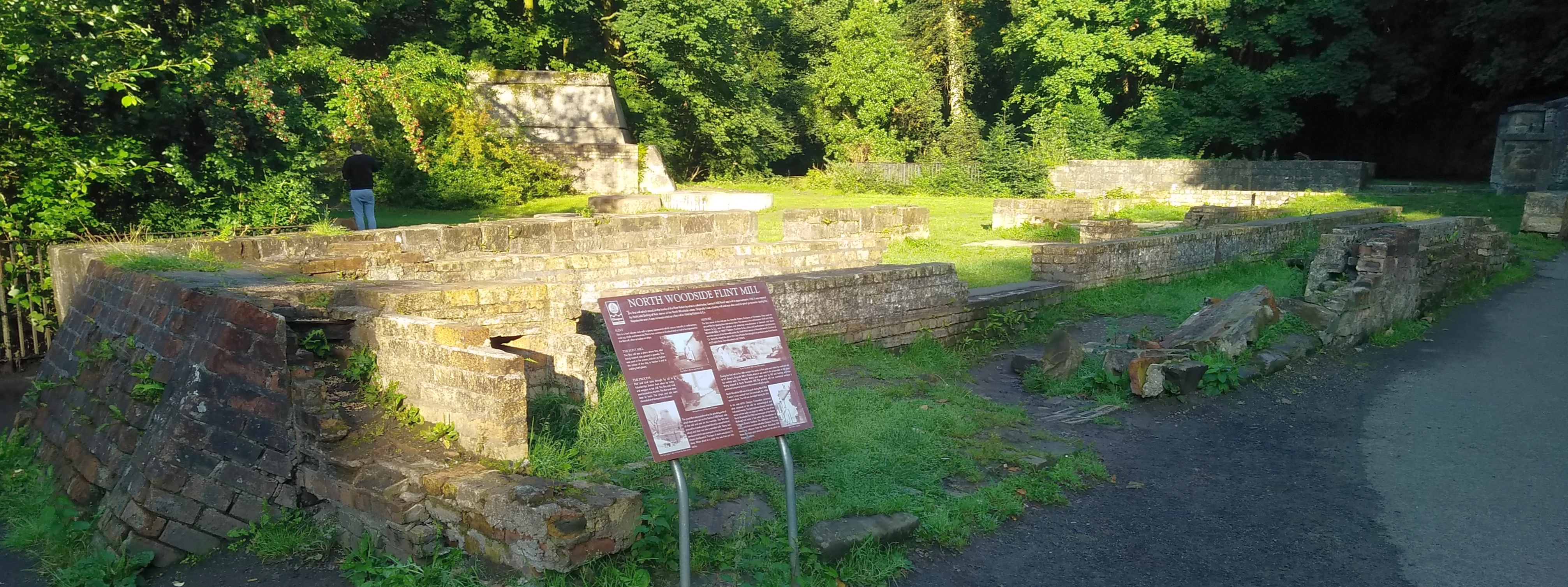
I resti di un antico edificio industriale all'interno del parco

Il parco venne creato nel 1852 con il nome di West End Park dal celebre giardiniere inglese Sir Joseph Paxton, Head Gardener presso Chatsworth House, al quale si deve anche la realizzazione del Crystal Palace diLondra. L'anno stesso il comune di Glasgow aveva acquistato il terreno oggi occupato dall'area verde, che costituiva la tenuta chiamata Kelvingrove and Woodlands estates, per la somma di £99.569, ovvero circa 8 milioni di sterline di oggi. Il nuovo parco venne costituito a servizio dell'espansione della città verso ovest, in modo da offrire una zona di svago per la nuova classe media che si stava installando nella zona.
Il parco fu la sede di tre esposizioni internazionali: la International Exhibition of Science, Art and Industry del 1888, la Glasgow International Exhibition del 1901 e la Scottish Exhibition of National History, Art and Industry del 1911. In occasione di queste esposizioni nel parco furono costruiti grandi edifici, di forte impatto visivo, tra i quali il vasto padiglione indiano, che oggi ospita la Kelvingrove Art Gallery and Museum, e il Ristorante russo, che invece venne in seguito demolito. La Doulton Fountain, che ora si trova nell'altro storico parco di Glasgow, il Glasgow Green, era stata in origine costruita nel Kelvingrove Park in occasione dell'esposizione internazionale del 1888.

## Principali monumenti

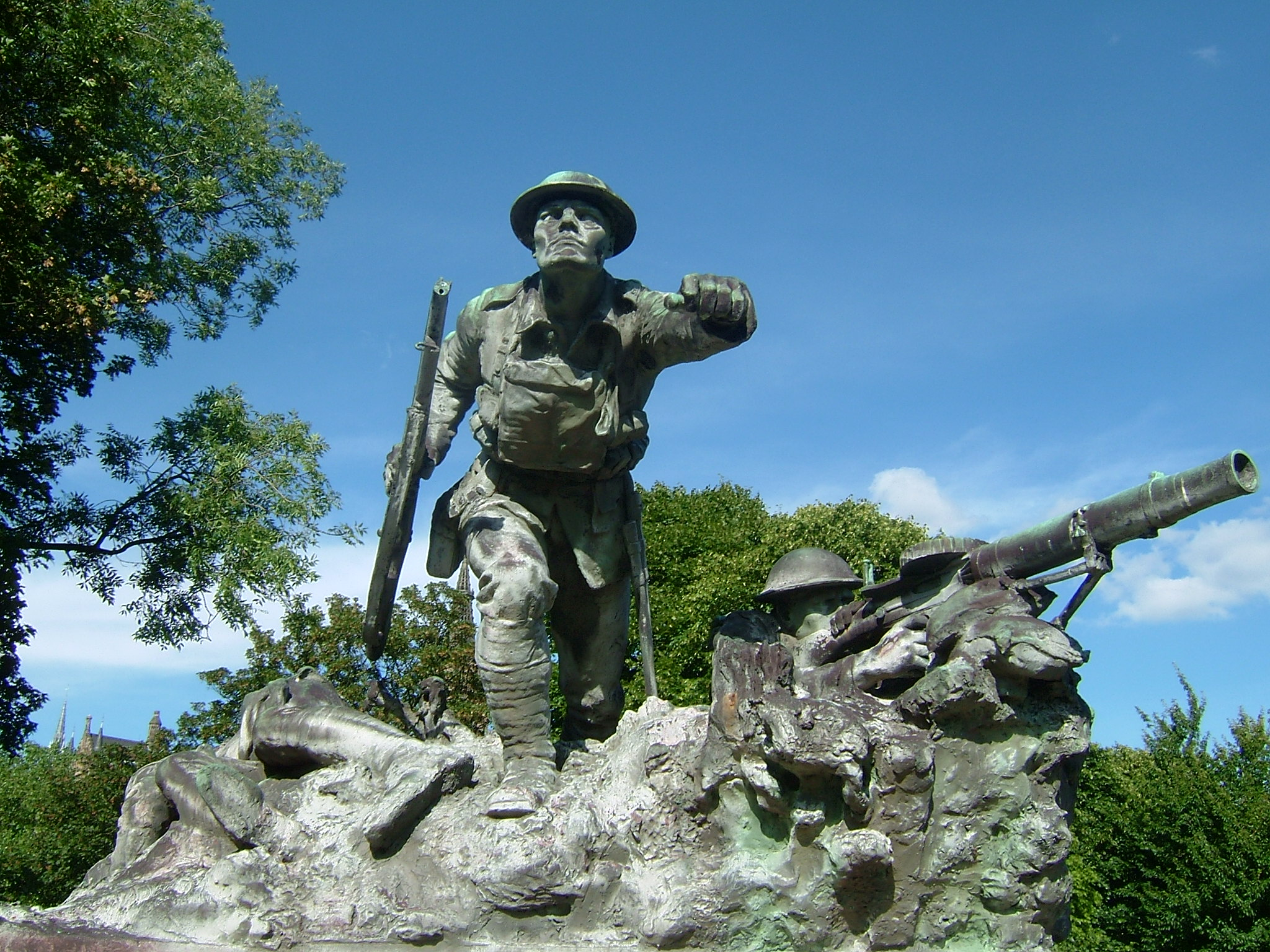
Cameronians' memorial

Il principale monumento oggi presente nel parco è la Stewart Memorial Fountain, costruita in memoria del Lord Provost Robert Stewart (1851–1854) e del fatto che, durante il suo mandato, venne messo in opera l'acquedotto che tuttora fornisce acqua potabile alla città prelevata dal Loch Katrine. La fontana fu costruita nel in 1872 su progetto di James Sellars, che più tardi progettò anche la Cattedrale ortodossa di San Luca, sempre a Glasgow, e la sede della Kelvinside Academy. Fatta di granito, arenaria e bronzo, rappresenta figure legate alle Trossachs ed è sormontata da una statua della donna del lago, protagonista di un'opera di Sir Walter Scott.
Tra gli altri monumenti del parco si possono citare le statue dedicate al fisico Lord Kelvin, allo scrittore Thomas Carlyle, a Frederick Roberts e al chimico Joseph Lister, oltre a quelli a tema bellico come il Cameronians War Memorial, in memoria del reggimento dei Cameronians, e il monumento dedicato alla Highland Light Infantry. Il parco è oggi molto frequentato da joggers e dai turisti che visitano l'arena sportiva Kelvin Hall e la Kelvingrove Art Gallery and Museum.

## Flora e fauna

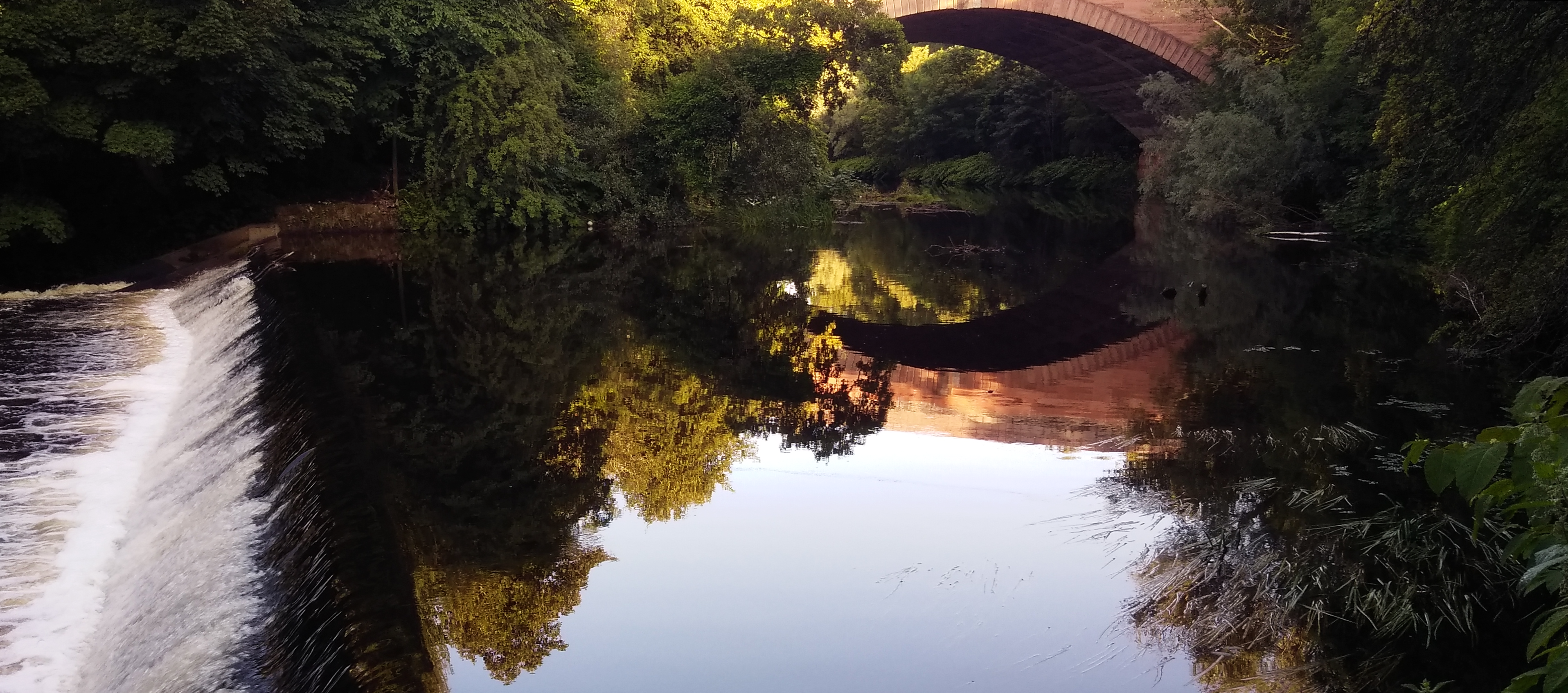
Il fiume Kelvin all'interno del parco

Il 20 aprile del 1918 militanti a favore del suffragio femminile piantarono una rovere nel parco, oggi nota come the Suffragette Oak, per commemorare le attiviste che quell'anno riuscirono ad ottenere il diritto di voto . Nel 2015 fu nominato Scottish Tree of the Year (albero scozzese dell'anno) dal Woodland Trust dopo essere stato candidato dalla Glasgow Women's Library. Nel 2016 venne nominato European Tree of the Year (albero europeo dell'anno).
Tra gli uccelli che si possono osservare nell'area verde si possono ricordare l'airone grigio, il cormorano, il martin pescatore, il germano reale e lo smergo maggiore; tra i vari altri animali la volpe rossa, il ratto grigio e la lontra.